# Gisela Hürlimann
Gisela Hürlimann (* 1969) ist eine Schweizer Historikerin.

## Leben
Hürlimann studierte in Zürich und Barcelona. Nach dem Lizentiat 2000 an der Universität Zürich (Allgemeine Geschichte, Wirtschafts- und Sozialgeschichte, Neuere Spanische Literatur) war sie von 2000 bis 2002 wissenschaftliche Mitarbeiterin in einem psychiatriehistorischen Forschungsprojekt (Universität Zürich). Nach der Promotion 2006 an der Universität Zürich (Allgemeine Geschichte) war sie von 2006 bis 2009 wissenschaftliche Mitarbeiterin und Koordinatorin bei Economic and Social History Online. Forschungsaufenthalte führten sie ans German Historical Institute in Washington D.C., an die Graduate School of Economics der Kyoto University und an die University of California, San Diego.
In Deutschland lehrte sie zunächst als Vertretungsprofessorin Technikgeschichte 2017 an der TU Berlin, dann 2019/20 am Karlsruher Institut für Technologie. Nach der Habilitation 2020 an der Universität Freiburg i. Üe. ist sie seit 2021 Inhaberin der Professur für Technik- und Wirtschaftsgeschichte am Institut für Geschichte der TU Dresden.
Hürlimanns Forschungsinteressen sind Politik-, Wirtschafts- und Sozialgeschichte, Steuerpolitik und öffentliche Finanzen, Technikgeschichte, Geschichte von Verkehr und öffentlichen Unternehmen, Migration, Arbeitsbeziehungen, soziale Bewegungen, Psychiatriegeschichte, Stoffkreisläufe und Animal Commodity Chains.

## Schriften (Auswahl)
- mit Marietta Meier und Brigitta Bernet: Zwangsmassnahmen in der Zürcher Psychiatrie 1870–1970. Bericht im Auftrag der Gesundheitsdirektion des Kantons Zürich.  Zürich 2002, OCLC 488915097.
- „Die Eisenbahn der Zukunft“. Automatisierung, Schnellverkehr und Modernisierung bei den SBB 1955–2005. Zürich 2007, ISBN 3-03-400856-2.